# Luleå Rebels HC
Le Luleå Rebels HC est un club de hockey sur glace de Luleå en Suède. Il évolue en Division 1, troisième échelon suédois.

## Historique
Il a été créé en 2006. En 2009, il accède à la Division 1.

## Palmarès
- Aucun titre.